# Marta Mangué
Marta Mangué González, née le 23 avril 1983 à Las Palmas de Grande Canarie, est une joueuse espagnole d'origine équatoguinéenne de handball. Elle joue au poste d'arrière droite ou demi-centre. En équipe nationale d'Espagne, elle est la joueuse la plus capée et la meilleure buteuse de l'histoire de la sélection.

## Biographie
Sélectionnée pour la première fois en équipe nationale d'Espagne à 17 ans et demi, elle participe à sa première compétition internationale à l'occasion du Championnat du monde 2001, terminé à la 10e place.
En décembre 2012, alors que Marta Mangué joue pour le club Serbe de ŽRK Zaječar, les difficultés financières du club le conduise à laisser libre la joueuse. Mangué s'engage alors pour le club français du CJF Fleury Loiret Handball à partir de janvier 2013.
Après une saison et demie à Fleury, marquée par trois titres (coupe de France 2014, coupe de la Ligue 2015 et championnat de France 2015), Marta Mangué décide de rejoindre le Brest Bretagne Handball pour deux saisons.
Après cinq saisons à Brest, elle signe en février 2020 au Bourg-de-Péage Drôme Handball.

## Palmarès

### En sélection
- Jeux olympiques
  -  Médaille de bronze aux Jeux olympiques de 2012 à Londres,  Royaume-Uni
  - 6e place aux Jeux olympiques de 2004 à Athènes, Grèce
- Championnats du monde
  -  Médaille de bronze au Championnat du monde 2011,  Brésil
  - 4e place du Championnat du monde 2009,  Chine
  - 5e place du Championnat du monde 2003,  Croatie
  - 10e place du Championnat du monde 2001,  Italie
  - 10e place du Championnat du monde 2007,  France
- Championnats d'Europe
  -  finaliste du Championnat d'Europe 2008,  Macédoine
  -  finaliste du championnat d'Europe 2014,  Hongrie &  Croatie
  - 8e place au Championnat d'Europe 2004,  Hongrie
  - 9e place au Championnat d'Europe 2006,  Suède
  - 11e place au Championnat d'Europe 2010,  Danemark et  Norvège
  - 11e place au Championnat d'Europe 2012,  Serbie
  - 13e place au Championnat d'Europe 2002,  Danemark

### En club
compétitions internationales
- finaliste de la coupe d'Europe des vainqueurs de coupe en 2015 (avec Fleury Loiret)

compétitions nationales
- championne d'Espagne (3) : 2005 (avec Balonmano Parc Sagunt Sagunto), 2006 et 2007 (avec Cementos La Unión Ribarroja)
- championne de Serbie (2) : 2012 et 2013 (avec ŽRK Zaječar)
- championne de France (1) : 2015 (avec Fleury Loiret)
  - Vice-champion en 2017 et 2018
  - 1er ex aequo en 2020[7]
- vainqueur de la coupe de France (3) : 2014 (avec Fleury Loiret), 2016 et 2018 (avec le Brest Bretagne Handball)
- vainqueur de la coupe de la Ligue (1) : 2015 (avec Fleury Loiret)
- Championne de France de D2 (1) : 2016 (avec le Brest Bretagne Handball)

### Distinctions individuelles
- Meilleure arrière droite du championnat du monde 2009[8]
- Meilleure demi-centre des jeux olympiques de 2012[9]
- élue meilleure arrière droite du championnat du Danemark en 2010[10]
- élue meilleure joueuse du championnat de France de D2 2015-2016

## Galerie photos

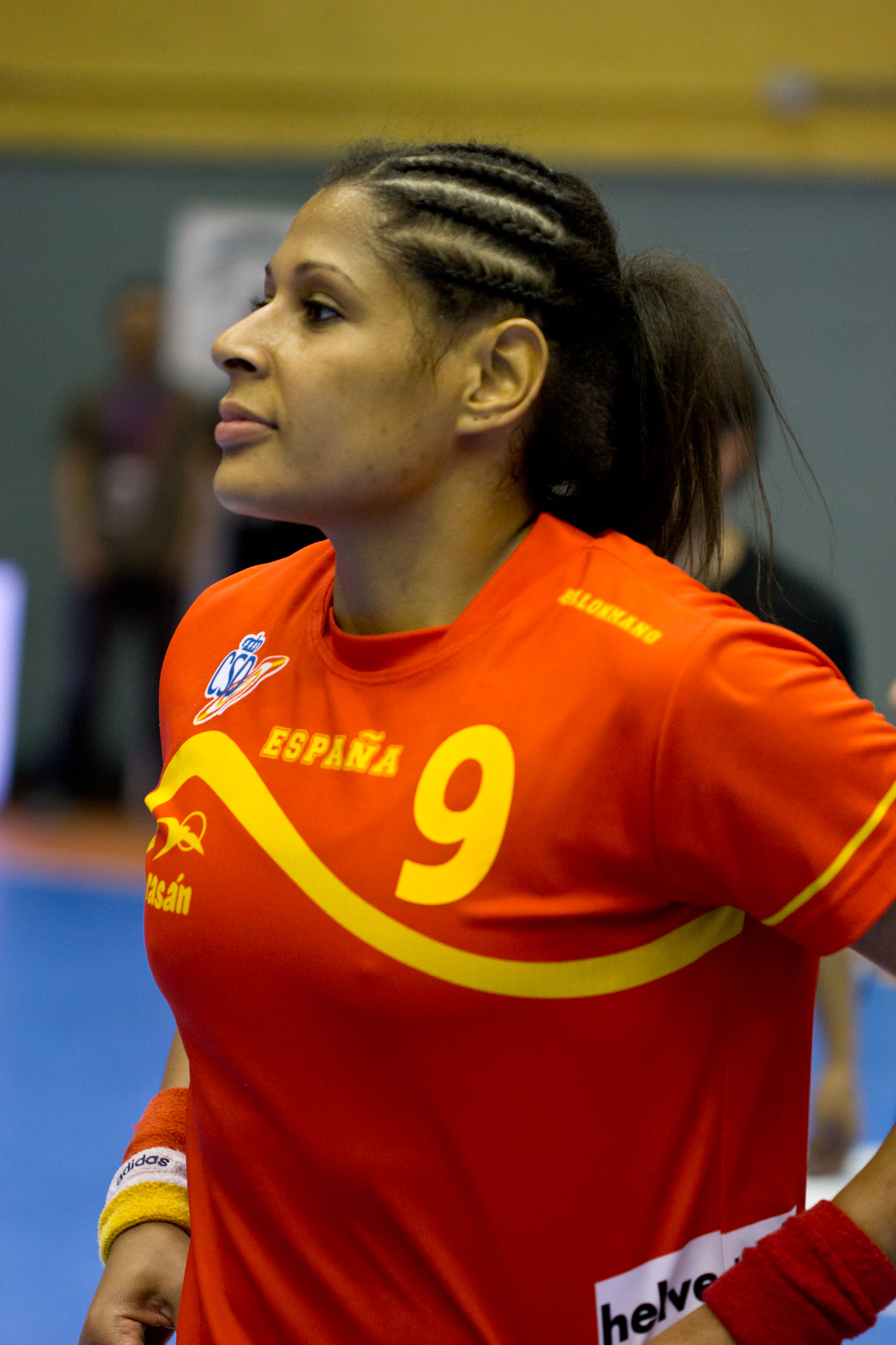
En 2013
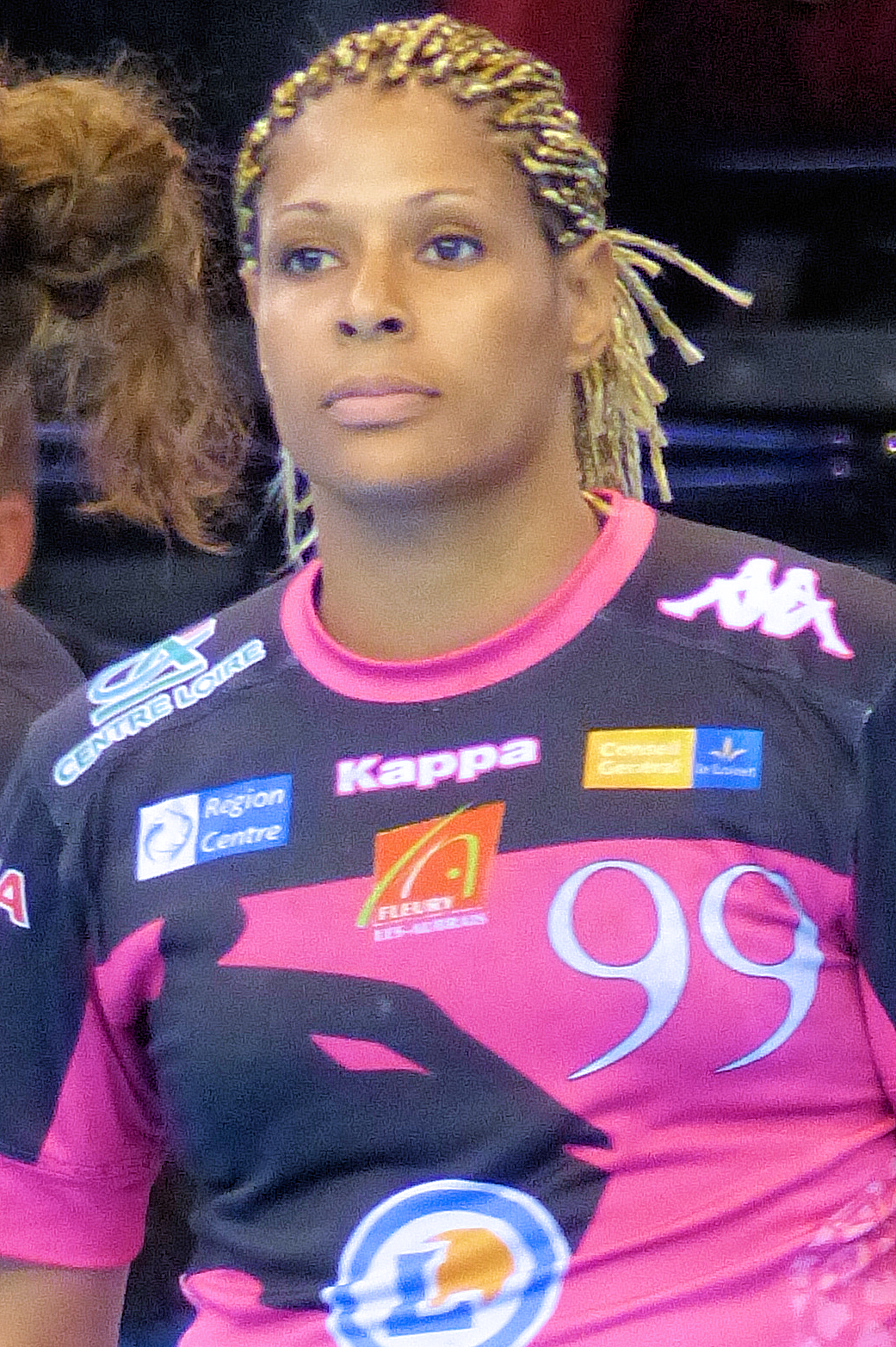
En 2014
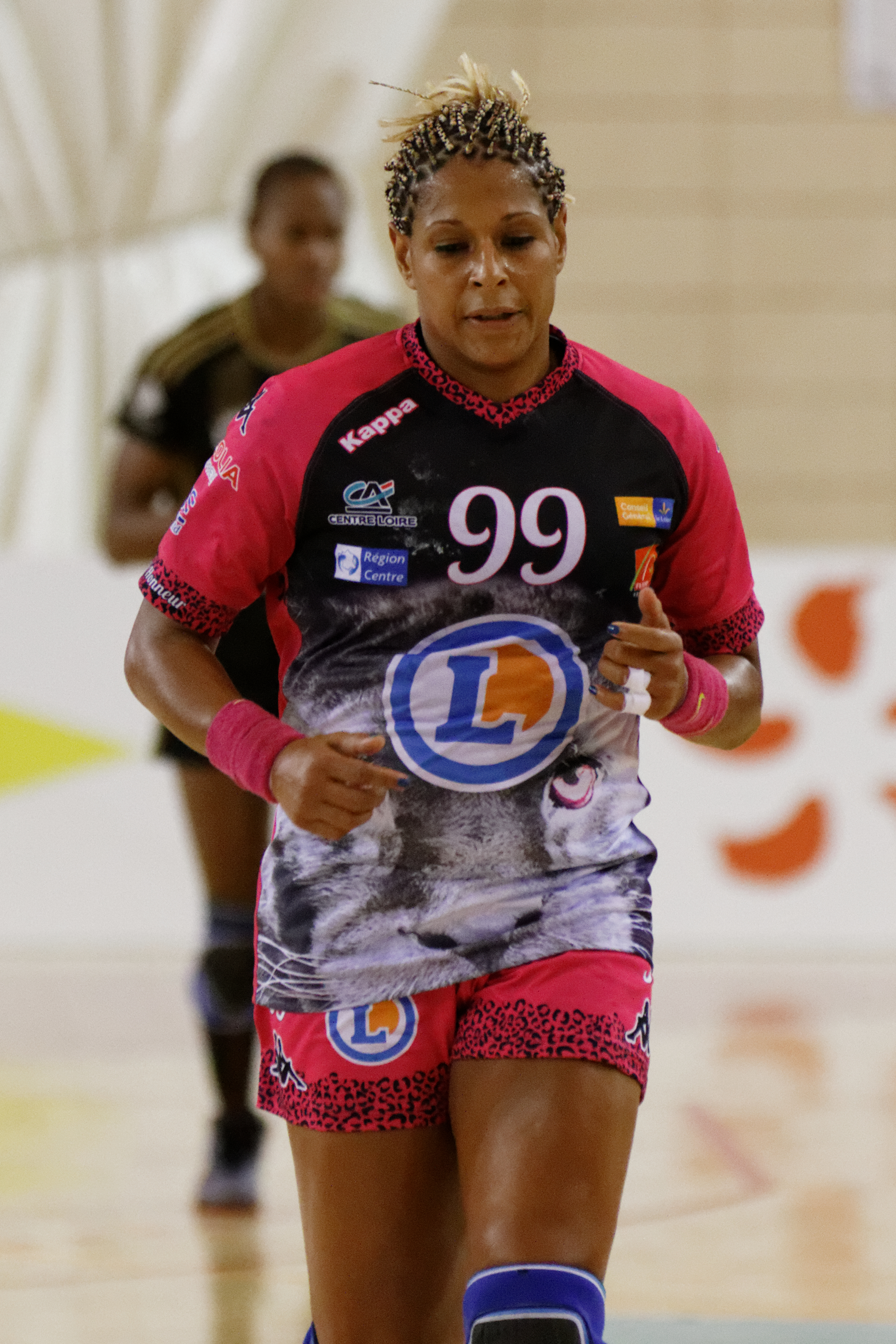
En 2014
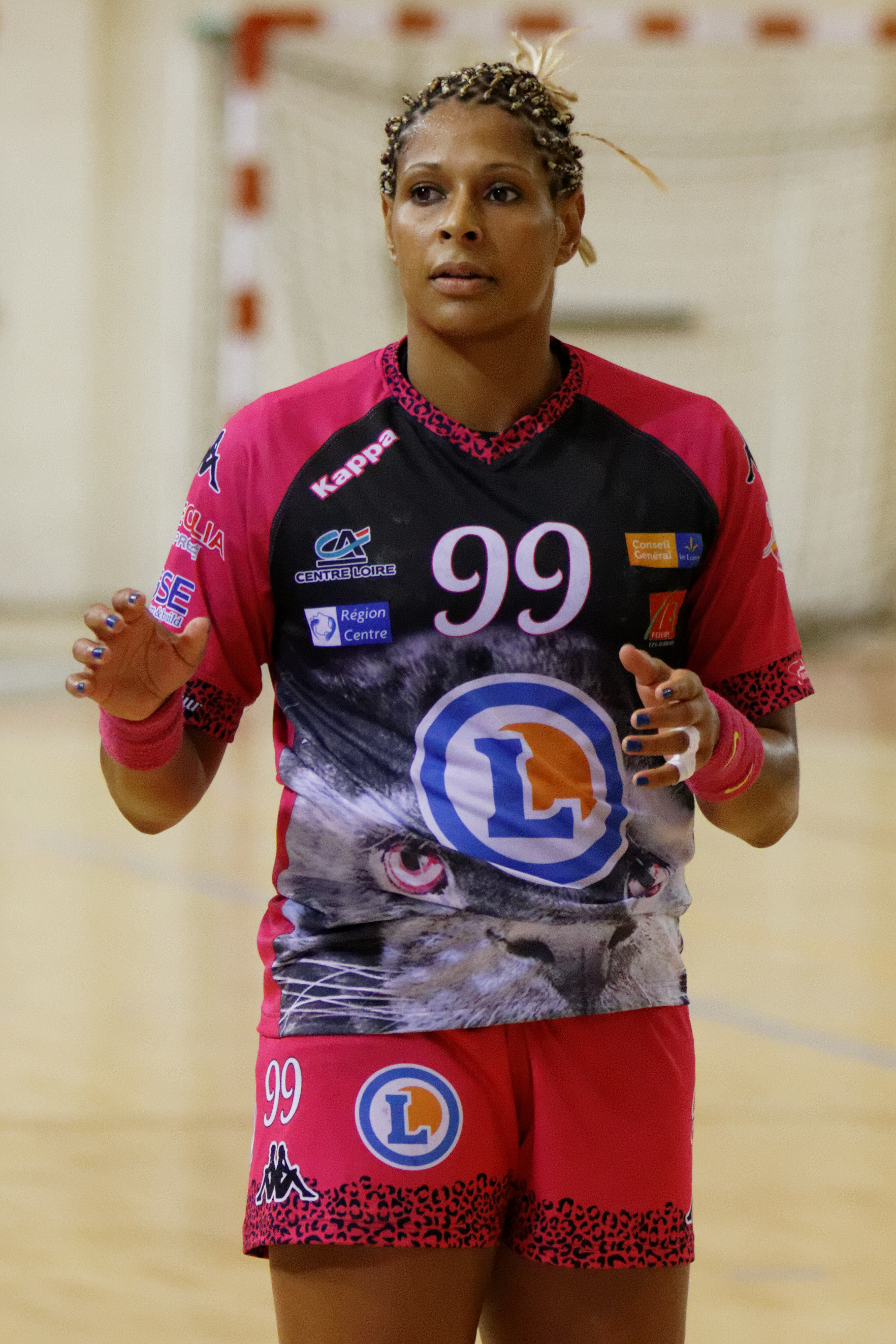
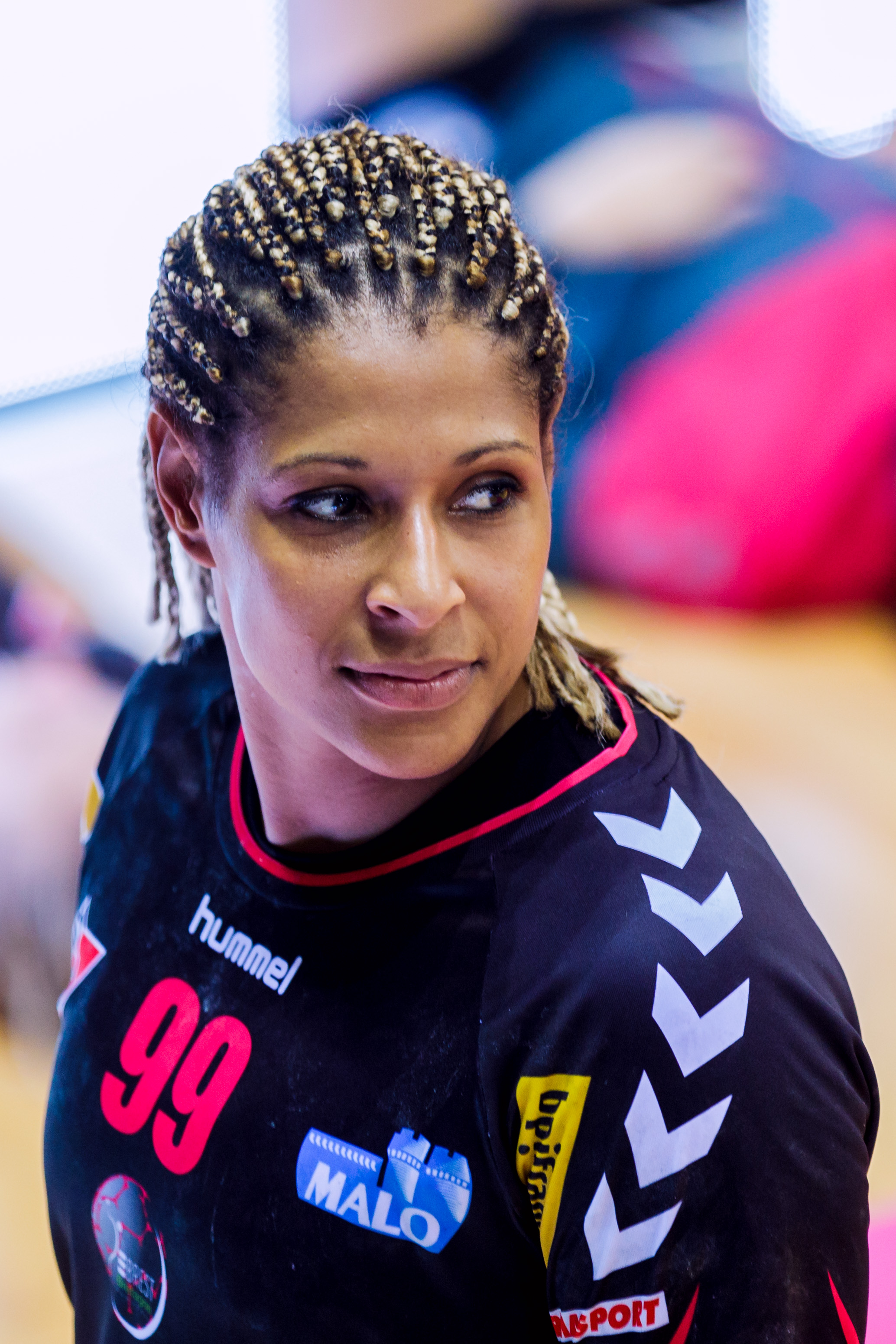
En 2016
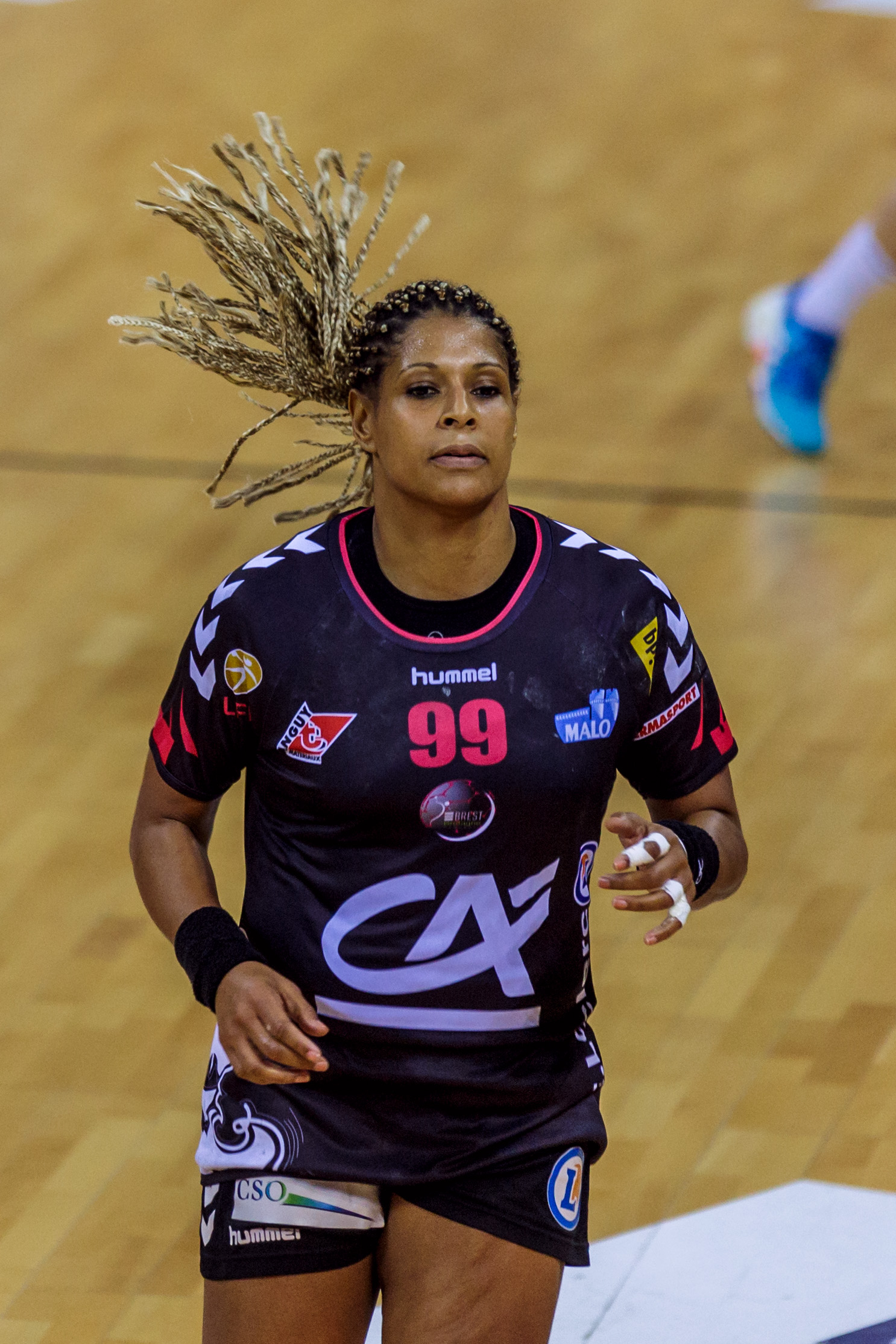
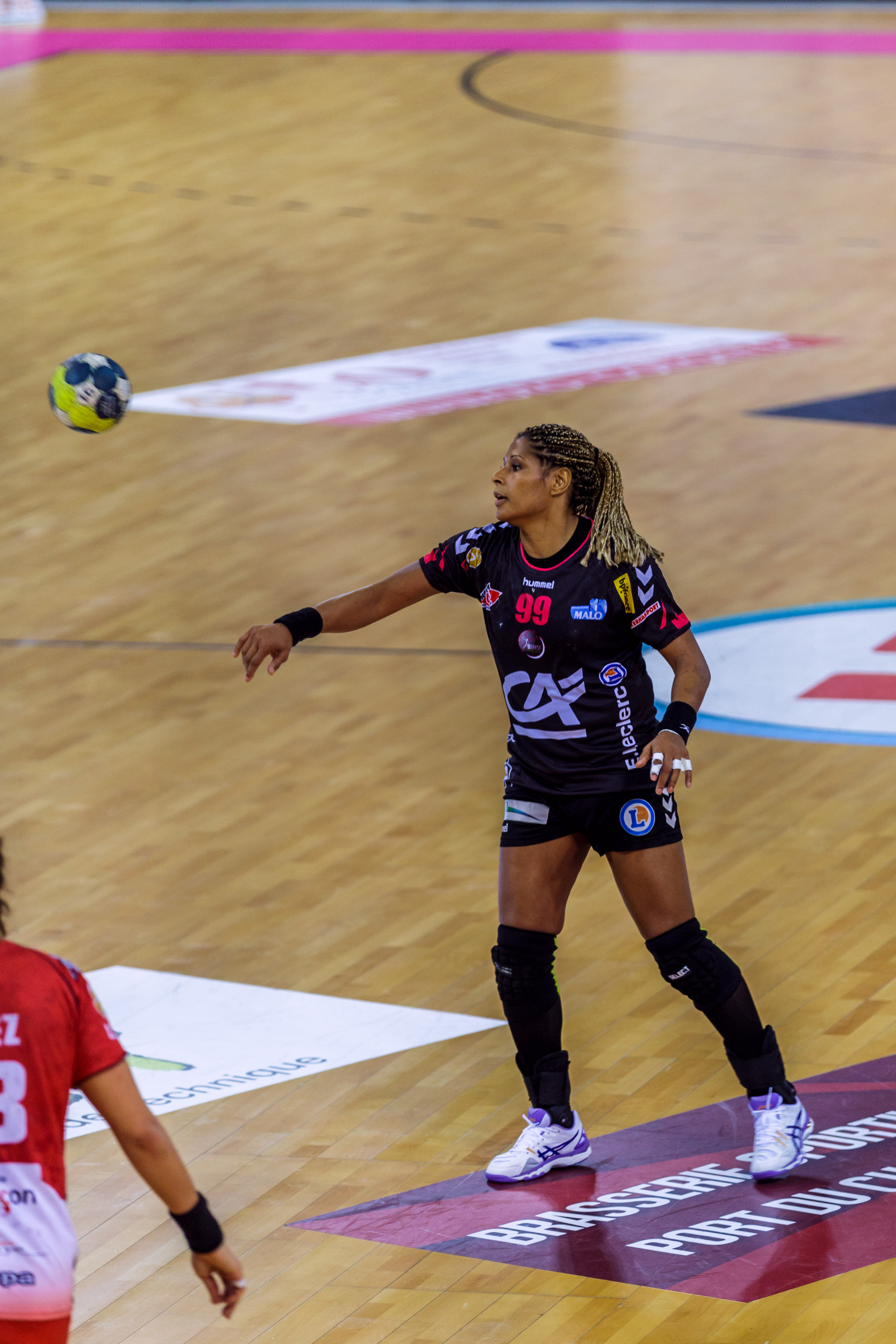
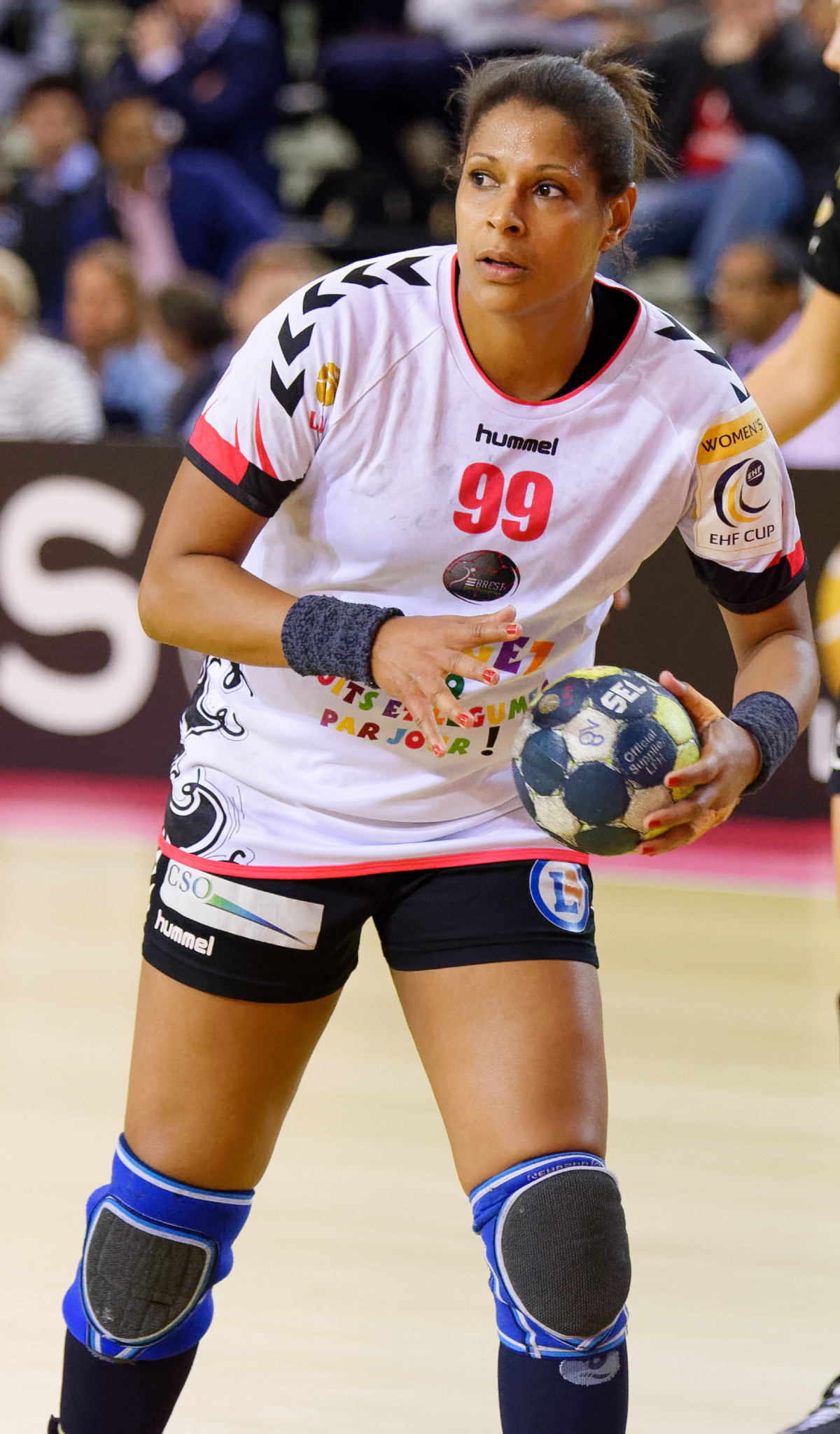
En 2017
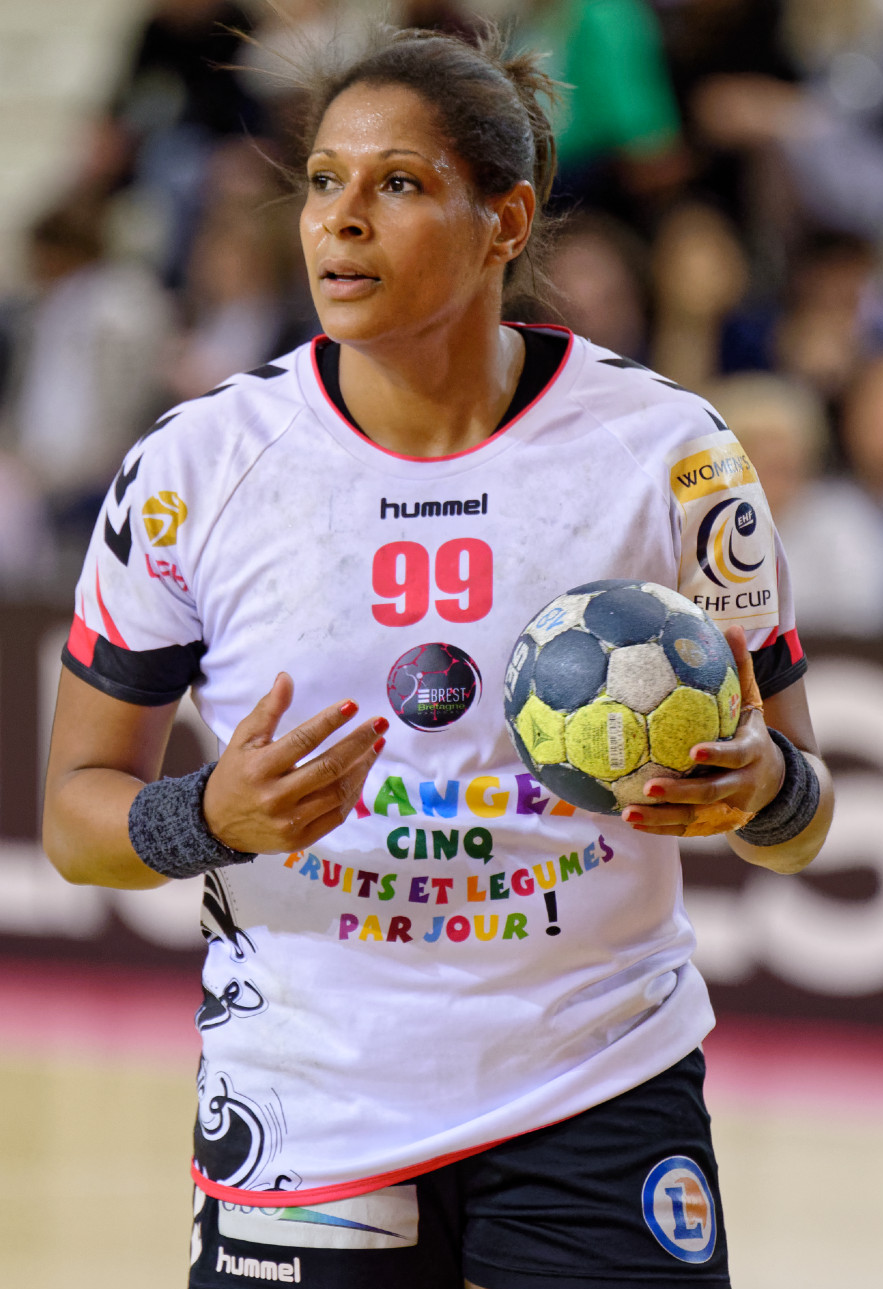